# 賴基 (卡利尼夫卡區)
49°38′59″N 28°29′47″E / 49.64972°N 28.49639°E
賴基（烏克蘭語：Райки），是烏克蘭的村落，位於該國西南部文尼察州，由赫米利尼克區負責管轄，面積0.1平方公里，海拔高度288米，2001年人口384，人口密度每平方公里3,522.94人。